# Traktaten om Den Europæiske Union
|  | Denne artikel behandler den aktuelle og konsoliderede udgave af EU-traktat. Se Maastrichttraktaten for den oprindelige EU-traktat og Lissabontraktaten for den seneste ændringstraktat |
Traktaten om Den Europæiske Union (EU-traktaten) er den traktat, som opretter Den Europæiske Union (EU). Sammen med Traktaten om Den Europæiske Unions Funktionsmåde (EUF-traktaten) udgør den det primære retsgrundlag for det politiske system i EU. Somme tider omtales begge traktaterne samlet som "EU's forfatning" til trods for, at de blot er folkeretlige aftaler indgået mellem visse europæiske stater.
EU-traktaten er affattet på Den Europæiske Unions 23 officielle sprog og i modsætning til visse andre folkeretlige traktater, har den lige stor gyldighed på samtlige sprog. Med andre ord er der ingen retlig forskel på, om man henviser til f.eks. den danske eller græske sprogudgave af teksten.
Traktaten består et præambel og i alt 55 artikler.

## Struktur
EU-traktaten består ligesom en række øvrige folkeretlige dokumenter af et præambel og en række af i alt 55 artikler, som er fordelt på seks afnsit. Ligeledes er der til traktaten knyttet en række tillægsprotokoller samt det europæiske charter om grundlæggende rettigheder. Selve traktaten er struktureret således:
- Præambel
- Afsnit 1: Fælles bestemmelser (artikel 1-8)
- Afsnit 2: Bestemmelser om de demokratiske principper (artikel 9-12)
- Afsnit 3: Bestemmelser om institutionerne (artikel 13-19)
- Afsnit 4: Bestemmelser om forstærket samarbejde (artikel 20)
- Afsnit 5: Almindelige bestemmelser om Unionens optræden udadtil og særlige bestemmelser om den fælles udenrigs- og sikkerhedspolitik (artikel 21-46)
- Afsnit 6: Afsluttende bestemmelser (artikel 47-55)

Bemærk, at det europæiske charter om grundlæggende rettigheder og de i alt 50 fælles erklæringer, der ligeledes er knyttet til traktaten, hverken har retskraft eller bindende virkning, men ikke desto mindre kan tjene som fortolkningsgrundlag for EU-Domstolen i sager, hvor der er tvivl om traktatens rækkevidde. De i alt 15 ensidige erklæringer, som en række medlemsstater har knyttet til traktaten for at afklare visse særligt nationale spørgsmål, har ligeledes ingen retskraft.